# Botshabelo
Botshabelo este un oraș din Africa de Sud.